# Palo Alto, California
Palo Alto este un oraș situat în golful San Francisco, pe valea Silicon Valley la 50 km sud de San Francisco, în comitatul Santa Clara County, statul California, SUA. Orașul se întinde pe suprafața de 66,4 km² din care uscat 61,3 km² și are în anul 2007 ca. 61.200 loc, în oraș se află universitatea Stanford University. Numele orașului "Palo Alto" înseamnă în limba spaniolă „Par înalt” și se referă la arborele „El Palo Alto” situat pe marginea râului "San Francisco Creek".

## Personalități marcante
- Chester Ray Longwell (1887 – 1975), geolog;
- Ollie Johnston (1912 - 2008), desenator în filmele Walt Disney;
- Paul Watzlawick (1921 - 2007), psihiatru;
- Richard Rorty (1931 - 2007), filozof;
- Doug Clifford (n. 1945), muzician;
- Bill Kreutzmann (n. 1946), muzician;
- Lindsey Buckingham (n. 1949), muzician;
- Amy Irving (n. 1953), actriță, cântăreață;
- Eugene Jarvis (n. 1955), programator;
- Rick Rossovich (n. 1957), actor;
- Eric Allin Cornell (n. 1961), fizician, Premiul Nobel pentru Fizică;
- David Leavitt (n. 1961), scriitor;
- Teri Hatcher (n. 1964), actriță;
- Rosalynn Sumners (n. 1964), patinator
- Ursula Buschhorn (n. 1969), actriță;
- Jamie Luner (n. 1971), actriță;
- James Franco (n. 1978), actor, regizor;
- Jon Chu (n. 1979), regizor, scenarist;
- Randall Bal  (n. 1980), înotător
- Katie Hoff (n. 1989), înotătoare.